# 娄江快速路
娄江快速路是苏州市东西向的一条快速路，为北环快速路的东延工程。整个快速路共分两期工程，于2010年6月27日全线完工。
娄江快速路一期工程西起官渎里立交，利用新苏路和312国道，通过高架形式向东依次下穿苏嘉杭高速公路，上跨227省道，娄门路和星港街，并在星港街设立星港街立交，之后落地，并在唐庄立交南延道路交叉口东侧接312国道园区段。其中星港街立交北接葑亭大道，南接星港街进入园区湖西CBD。一期线路全长4.27公里，最高限速80公里/时。工程于2006年11月18日开工，2007年12月16日竣工。
二期工程作为沪宁高速铁路苏州园区站的配套工程，于2009年2月12日开工。向东延伸4公里至星湖街，全线分为主线高架，玲珑街高架，至和路高架和玲珑街立交，星湖街立交两座立交桥，玲珑街，珠泾路两个下穿铁路通道以及地面配套道路。其中至和路高架直达高铁园区站二层进站平台，其东西两端分别通过星湖街立交及玲珑街立交与主线高架连接。